# Hugo Konongo
Hugo Konongo, né le 14 février 1992 à Toulouse, est un footballeur international congolais. Il évolue au poste de défenseur gauche avec Saint-Pryvé Saint-Hilaire FC.

## Carrière
Hugo Konongo débute le football au Pau FC, avant de rejoindre le Pôle Espoirs de Castelmaurou, puis le centre de formation des Football Club des Girondins de Bordeaux.
Konongo signe un contrat amateur d'une saison en 2014 avec le Clermont Foot 63. Il fait ses débuts avec le club en septembre 2014 lors d'une victoire 1 but à 0 face au Havre AC,en Ligue 2. À l'été 2015, il signe son premier contrat professionnel avec l'US Créteil-Lusitanos.

## Statistiques
| Saison                | Club                  | Championnat           | Championnat | Championnat | Coupe nationale | Coupe nationale | Coupe de la Ligue | Coupe de la Ligue | Congo | Congo | Total | Total |
| Saison                | Club                  | Division              | M.          | B.          | M.              | B.              | M.                | B.                | M.    | B.    | M.    | B.    |
| 2014-2015             | Clermont Foot 63      | Ligue 2               | 19          | 0           | 0               | 0               | 2                 | 0                 | -     | -     | 21    | 0     |
| 2015-2016             | US Créteil-Lusitanos  | Ligue 2               | 13          | 0           | 0               | 0               | 1                 | 0                 | 2     | 0     | 16    | 0     |
| Total sur la carrière | Total sur la carrière | Total sur la carrière | 32          | 0           | 0               | 0               | 3                 | 0                 | 2     | 0     | 37    | 0     |